# 海勒尔祭坛画
《海勒尔祭坛画》是德意志两位文艺复兴艺术家阿尔布雷希特·丢勒和马蒂亚斯·格吕内瓦尔德合作创作的油画三聯畫，绘制于1507年至1509年。这幅画以订购者雅各布海勒尔的名字命名。丢勒画了内部，格吕内瓦尔德画了外部。
1615年，丢勒的抄写员乔布斯特·哈里奇绘制了一幅复制品，现存于法兰克福施泰德艺术馆。由丢勒的工作室根据他的图纸制作的两侧板面，现藏于卡尔斯鲁厄国家美术馆。